# Clube Recreativo da Caála
El Clube Recreativo da Caála, comúnmente conocido como Caála, es un equipo de fútbol de Angola que juega en la Girabola, la liga de fútbol más importante del país.

## Historia
Fue fundado en el año 1944 en la ciudad de Huambo y es un equipo que nunca ha ganado algún título en su historia, ya sea de Girabola o de copa local, lo más cerca que ha estado es un subcampeonato en la Girabola en el año 2010.
A nivel internacional ha participado en 2 torneos continentales, donde su mejor participación ha sido en la Copa Confederación de la CAF 2013, donde fue eliminado en la segunda ronda por el Étoile du Sahel de Túnez.

## Palmarés
- Girabola: 0
  - Subcampeón: 1

2010
- Copa de Angola: 0
  - Finalista: 1

2012

## Participación en competiciones de la CAF
| Temporada | Torneo                       | Ronda      | Club              | Casa | Visita | Global |
| --------- | ---------------------------- | ---------- | ----------------- | ---- | ------ | ------ |
| 2011      | Liga de Campeones de la CAF  | Preliminar | Saint-George SA   | 2-0  | 0-1    | 2-1    |
| 2011      | Liga de Campeones de la CAF  | 1          | Al-Hilal Omdurmán | 1-1  | 0-3    | 1-4    |
| 2013      | Copa Confederación de la CAF | Preliminar | Power Dynamos FC  | 2-0  | 0-1    | 2-1    |
| 2013      | Copa Confederación de la CAF | 1          | US Bougouni       | 4-0  | 2-0    | 6-0    |
| 2013      | Copa Confederación de la CAF | 2          | Étoile du Sahel   | 1-1  | 1-6    | 2-7    |

## Entrenadores
- António Sayombo (2005-2006)[5][6]
- Eduardo Kaliata (~2006-?)[7]
- António Mbuisse (2007-?)[8]
- Hélder Teixeira (?-2008)[9]
- Patrick Kódia y  Moisés da Silva (interinos-2008)[9]
- Jorge Paixão (2008-2009)[10][11]
- Rui Gregório (2010)[12][13]
- João Kódia (2010)[13][14]
- Mabi de Almeida (2010)[15][16]
- David Dias (2010)[17][18][19]
- Vitor Manuel (2010-2011)[20][21]
- Luís Aires (interino-2011[21] - ?-2012)[22]
- Fernando Pereira (2012 - ?)[23]
- Ricardo Formosinho (?-2013)[24]
- Vaz Pinto (interino-2013 - ?-2014)[24][25]
- Fernando Pereira,  Jorge Vidigal y  Luís Aires (interinos-2014-?)[25]
- Fernando Pereira (?-2014)[26]
- Bernardino Pedroto (2014-2015)[27][28][29]
- Túbia (2015)[29][30][31]
- Hélder Teixeira (2015-2016)[31][30][32]
- Carlos Alberto Cardeau (2016-2017)[33][34][18]
- David Dias (2017-2019)[18][35]
- Hélder Teixeira (2019)[36][37]
- David Dias (2019-2021)[38][39]
- João Pintar (2021-2022)[40][4]
- Carlos Alberto Cardeau (2022-presente)[4]

## Jugadores destacados
| - Antonio Miranda Carlos - Paizinho - Carlos Madiokoka - Daco - Dilson - Edu Castigo - Eduardo Leite - Eldon Maquemba - Gonçalo Santana António - Hermenegildo Pimentel - Lázaro Manuel Pedro - Mateus - Mauro - Osvaldo - Quinzinho - Wilson Alegre - Yuri - Zico | - Glauco - Kemerson - Wilson Gonçalves - Yulu Nguandjo - Sebastião Soares - Femi Joseph - Carlos Padre - Chevela - Jaco - Mauro Bastos - Palhares - Henri Milanzi - Elijah Tana |

## Gerencia
- Secretaría:  Pacheco de Sousa
- Dueño:  Horácio Mosquito
- Vice presidente:  Moisés Feliciano
- Gerente Administrativo:  Eduardo Cunjuca
- Gerente Financiero:  Armindo Sikola
- Gerente General:  Jorge Pereira